# Molophilus dalby
Molophilus dalby är en tvåvingeart som beskrevs av Günther Theischinger 1994. Molophilus dalby ingår i släktet Molophilus och familjen småharkrankar. Inga underarter finns listade i Catalogue of Life.